# LIMIT
LIMIT je syntaktická konstrukce příkazu SQL pro omezení počtu řádků vrácených příkazem SELECT.
```
SELECT
...
 
LIMIT
 
[
offset
,]
počet_řádků

```

Většina databázových strojů na místě počtu řádků a offsetu nedovoluje mít sloupce, ale jen číselné literály popř. lokální proměnné v uložených procedurách.

## Příklady použití
Tabulky mohou obsahovat veliké množství (v některých případech až desítky milionů) řádků. Chceme-li vypsat jen omezené množství řádků, použijeme v příkazu klauzuli LIMIT s jedním parametrem.
```
SELECT
 
*
 
FROM
 
zamestnanci
 
LIMIT
 
100

```

Vypíše nejvýše prvních 100 řádků z tabulky zamestnanci. Je-li v tabulce méně záznamů než tento limit, výpis skončí po vypsání celé tabulky.
```
SELECT
 
*
 
FROM
 
zamestnanci
 
ORDER
 
BY
 
plat
 
DESC
 
LIMIT
 
3

```

Vypíše tři zaměstnance s nejvyšším platem, seřazené podle něj vzestupně.
Klausule LIMIT se dá taktéž použít pro určení tzv. offsetu
```
SELECT
 
*
 
FROM
 
zamestnanci
 
ORDER
 
BY
 
plat
 
DESC
 
LIMIT
 
9
,
1

```

Vypíše zaměstnance s 10. nejvyšším platem. Jsou-li za klíčovým slovem LIMIT uvedena dvě čísla, pak je limitem druhé číslo v pořadí. První je pak offset, který určuje, kolikátý řádek se má z výsledku vráceném příkazem SELECT, vzít a počítá se od nuly (tedy 0=první, 1=druhý, …). Použití offsetu má většinou význam u výsledků příkazů SELECT, které jsou podle něčeho řazeny.
LIMIT lze použít i s příkazem UPDATE.
```
UPDATE
 
soutezici
 
SET
 
postupuji_do_finale
=
0
;

UPDATE
 
soutezici
 
SET
 
postupuji_do_finale
=
1
 
ORDER
 
BY
 
RAND
()
 
LIMIT
 
10
;

```

Pokud má tabulka soutezici sloupeček postupuji_do_finale, pak první výše uvedený příkaz tento sloupeček u všech vynuluje a druhý příkaz jej nastaví pro 10 náhodně vybraných – nahodilost zajistí ORDER BY RAND().

## Podpora
Klauzule LIMIT je v rámci standardu SQL'92. Podporují ji databáze jako např. MySQL, ProgreSQL, SQLite.
Microsoft Access má pro vrácení omezeného počtu řádků klauzuli TOP s použitím:
```
SELECT
 
TOP
 
počet_záznamů
 
...
 
FROM
 
tabulka
.

```

V tomto případě ale nemá možnost určení offsetu, takže pro to potřebuje de facto dva příkazy, složené do sebe. Místo počtu záznamů může za TOP být v některých databázích procento z celkového počtu záznamů.
Databáze Oracle taktéž nepodporují klauzuli LIMIT, ale mají jiný (možná ještě lepší) prostředek, jak určit, které řádky se mají z dotazu vrátit, a to přes podporu prvku ROWNUM, které supluje pořadí vracených řádků. Výše uvedený příklad se zaměstnancem s 10. nejvyšším plateb by tak byl v Oracle proveden příkazem:
```
SELECT
 
*
 
FROM
 
zamestnanci
 
WHERE
 
ROWNUM
=
10
 
ORDER
 
BY
 
plat
 
DESC

```